# كوز هوسوكاوا
كوزٌ هوسوكاوا (باليابانية: 細川 浩三) (3 أغسطس 1971 في كيوتو في اليابان – )؛ هو لاعب كرة قدم ياباني سابق كان يلعب كمدافع.

## وصلات خارجية
- كوز هوسوكاوا على موقع رابطة كرة القدم اليابانية للمحترفين (اليابانية)
- كوز هوسوكاوا على موقع عالم كرة القدم.نت (الإنجليزية)